# Kartenwert

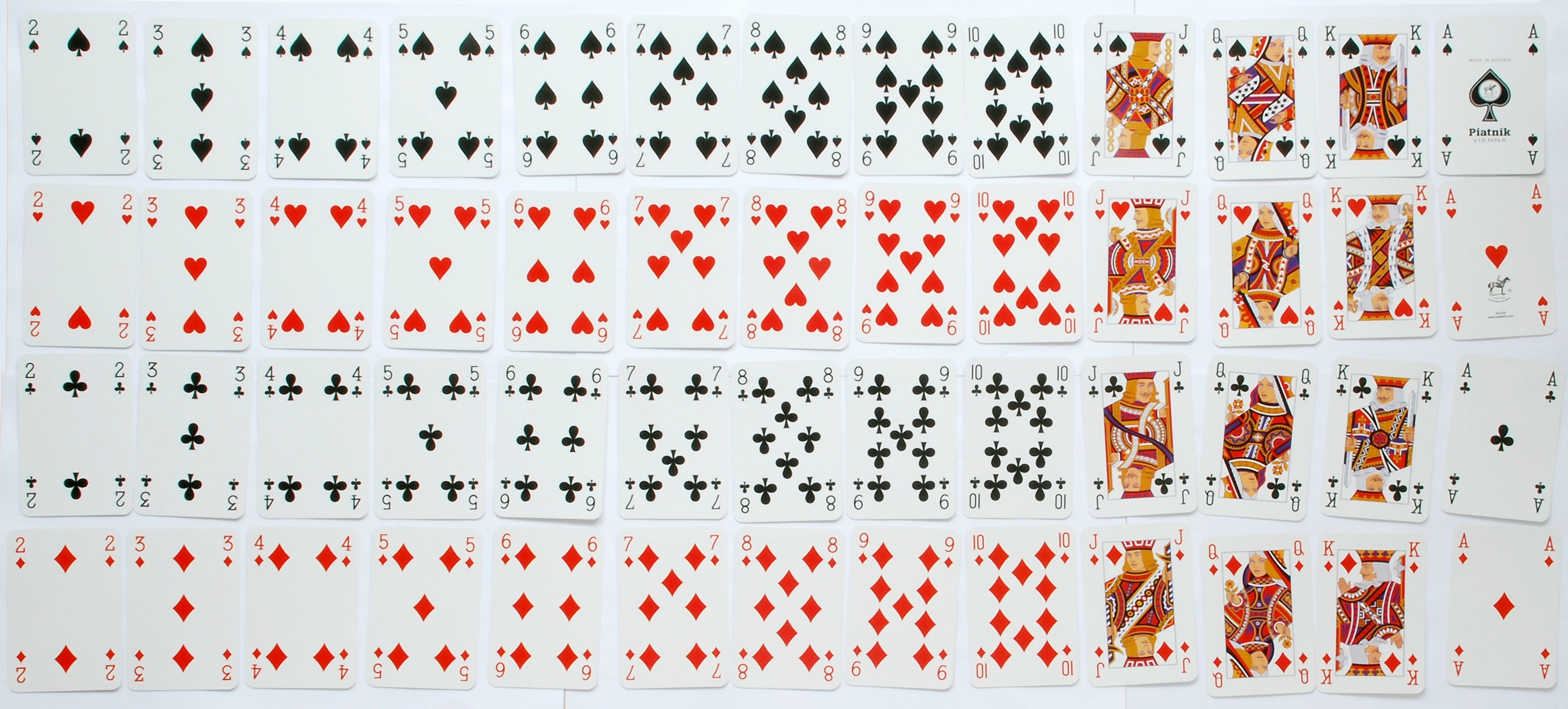
Englisches Bild mit allen entsprechenden Kartenwerten

Der Kartenwert, auch nur Wert, bezeichnet neben der Farbe eine der beiden Eigenschaften einer Spielkarte. Als Kartenwerte werden dabei Zahlenwerte oder Bildwerte wie bei den Hofkarten Bube, Dame und König im Französischen Blatt oder Unter, Ober und König im Deutschen Blatt genutzt.

## Belege
1. ↑  „Patience-Wörterbuch.“ In: Vojtech Omasta: Patience. Neue und alte Spiele. Slovart-Verlag, 1985; S. 11